# 26. szimfónia (Michael Haydn)
Michael Haydn a G-dúr szimfóniát (P. 16) hivatalosan 1783. május 23-án fejezte be.

## Keletkezése
Michael Haydn eredetileg Nicolaus Hofmann (1734–1803) apáttá avatását köszöntötte egy kantátával, és az első tétel ennek a kantátának a sinfoniája lehetett. A második tétel eredetileg ária volt; ezt akkor énekelték, miután bejelentették Hofmann kinevezését a michaelbeuerni bencés kolostorban. Charles Sherman szerint a gyors harmadik tétel a vidám, pezsgő ünneplés zenéje lehetett.

## A Mozart-féle változat
Wolfgang Amadeus Mozart szimfóniáinak összkiadásaiból (illetve kései szimfóniáinak gyűjteményéből) általában hiányzik a 37.
A K. 444/425a-ról a legjobb ismertető Neil Zaslaw Mozart szimfóniáiról írt könyvében olvasható (392. oldal).
Johann Andre szerint ez volt az a szimfónia, amit Mozart villámgyorsan Linzben komponált a család régi barátja, Jan Josef František Antonín von Thun-Hohenstein gróf (1711–1788) számára, amikor 1783 július/augusztusának fordulóján Salzburgból Bécsbe hazatérve megállt a városban.
Miután kiderült, hogy a kérdéses mű Mozart 36. szimfóniája (K. 425), ami éppen ezért a Linzi nevet kapta, elterjedt az a nézet, hogy mítosz az volt, hogy a K. 444-et is ebben az időben írhatta. Alan Walker Tyson (1926–2000) a kéziratot tanulmányozva kimutatta, hogy azt olyan papírra írták, amilyent Mozart Bécsben használt 1784 februárja és áprilisa között. A mű életvidámságának dacára nem tartozik a kor nagy szimfóniái közé; stílusa megfelel ugyan M. Haydn akkori műveiének, de Mozart kompozíciói ekkor már jóval érettebbek voltak.
Zaslaw arra világított rá, hogy Mozart éppen szűkében volt a szimfóniáknak. 1784. május 15-i levelében azt írta, hogy 3 friss Haydn-szimfónia birtokosa; későbbi korok kutatói ezt úgy értették, hogy Joseph Haydn 75., 47. és 62. (Anh A59) szimfóniáira célozhatott. Zaslaw szerint  azonban Michael Haydn három szimfóniájáról van szó:
- a P. 16. (G-dúr),
- a P. 17. (Esz-dúr) és
- a P. 18. (B-dúr) jelűekről.

Tehát Mozart egy tisztességtelen salzburgi másolótól megkapta a P. 16. másolatát — Zaslaw azonban nem magyarázza meg azt, hogy ha Mozart kapott egy teljes másolatot, akkor ő maga miért másolt le belőle részeket (az Allegrót és az Andante elejét). St. Foix abban a hitben élt, hogy Mozart személyesen Michael Haydntól kapta a szimfóniát, mint „egy szuvenírt a régi időkből”, hogy most ő segítse ki Mozartot, akinek a linzi szimfónia mellé szüksége volt még egyre.
Zaslawot nem foglalkoztatja az a kérdés, hogy Mozart miért írt hozzá egy rövid bevezetőt. St. Foix szerint Mozart a lassú bevezetést „teljesen alapvető dolognak tartotta” egy „grandiózus szimfóniánál”. De ugyanő pár bekezdéssel később a művet a linzinél „sokkal egyszerűbb és archaikusabb” szimfóniaként emlegeti; egyútztal megállapítja, hogy az Adagio maestoso „más hangnemben van, mint ahogy azt szerzője eltervezte”. Dennis Pajot Mozart Forumon található cikkében – ami jelen ismertető alapja – azt írja, hogy itt valami fordítási probléma lehet. Robert Dearling azon elmélkedett, hogy talán Thun báró szerette a lassú bevezetőket. Dearling szerint Mozart Adagio maestosója túlsúlyos Haydn Allegro con spiritójához képest, mivel a zenekarok Haydn tételét túlságosan gyorsan veszik.
Otto Erich Deutsch (1883–1967) szerint Mozart még Linzben egy bevezetőt komponált Michael Haydn szimfóniájához, ám azt a koncerten nem mutatták be. Marius Flothuis, aki szintén a linzi használatban hisz, felteszi a kérdést, hogy Mozart – akinek alig volt ideje – miért törődött azzal, hogy egy lassú bevezetőt írjon. Szerinte Mozart azt gondolhatta, hogy a szimfónia így nem teljes, túlságosan „ex abrupto” kezdődik. Így a bevezetés nem csak kiegészítés, hanem a kompozíciót is javítja.

## Autográf anyagok, hangszerelés
A mű Michael Haydn-féle autográfja jelenleg a Magyar Nemzeti Múzeum Eszterházy Archívumában van. Elsőként 1968-ban Charles Sherman szerkesztésében jelent meg.
Mozart az Allegrót és az Andante felét másolta ki. Ezt a kopista fejezte be, és ő másolta le a finálét. Zaslaw hibásan jelez egy Menüettet és egy Triót, de ez csak egy háromtételes szimfónia. A K6 szerint Mozart csak az első tétel felét másolta le. Mindenesetre a Neue Mozart Ausgabe nem tartalmazza a művet. Ez a másolat szerepelt Mozart hagyatékában (jelenleg a krakkói Jagelló Könyvtárban található), az eredeti Köchel-jegyzékben mint K. 444 szerepelt és az Alte Mozart Ausgabe mint 37. szimfónia kiadta. 1907-ben publikálták Luther Perger és Georges de Saint Foix cikkét, amely az első volt, amelyik bizonyította Michael Haydn szerzőségét (a cikk szerint egyedül a bevezetést írta Mozart).
Mozart autográfja 4 lapot, ebből 7 félig írott oldalt tartalmaz. Michael Haydn művében 2 hegedű, brácsa, basszus (cselló+nagybőgő), fuvola (a második tételben), 2 oboa, 2 fagott és 2 kürt szerepel; az AMA-ban viszont külön cselló és nagybőgő szólam van és nincs benne fagott.
Az AMA Mozart 37. szimfóniáját a fúvósok colla parte írásával redukálja és a második tétel fontos fagottszólóját kivágja (a többi fontos fúvós passzázzsal együtt). Kevesebb dinamikai változás és frazeálás látható még benne.

## Felvételei
Christopher Hogwood Mozart L'Oiseau Lyre, ill. Naxos összkiadása tartalmazza a művet a Michael Haydn-féle fagottszólóval együtt, tehát igazából nem is a 37-es Mozart szimfóniát vették fel. Egy régi Leslie Jones vezényelte felvételen, amelyen a Little Orchestra of London játszik, például nincs fagott.